# タブロイド (映画)
『タブロイド』(Crónicas)は2004年のエクアドル・メキシコの映画である。サンダンス・NHK国際映像作家賞でラテンアメリカ部門を受賞し、完成された作品はカンヌ国際映画祭のある視点部門に出品された。
日本では2006年1月21日よりTOHOシネマズ六本木ヒルズ他全国順次公開された。

## ストーリー
エクアドルで子供ばかりが狙われる連続殺人事件が起こる。子供たちはレイプされた後に殺され、墓場に埋められていた。その犯人は“モンスター”と呼ばれるようになる。マイアミのテレビ番組「真実の1時間」のリポーター、マノロとそのチームは“モンスター”に殺された被害者の少年の葬儀を取材する。彼らは被害者の双子の少年に取材を試みるが、その少年は急に駆け出しトラックの前に飛び出した。少年は轢かれて命を落とす。トラックを運転していた聖書販売員ビニシオは、怒り狂った父親と群衆にリンチされる。マノロはその陰惨な光景を撮影し、それがスクープとして番組で流される。ビニシオと子供の父親は警察に逮捕された。翌日、留置所を訪れたマノロは、ビニシオから自分に取材をして拘置所から出して欲しいと懇願、その見返りにビニシオは“モンスター”の情報を提供すると申し出る。最初は断りつづけたマノロたちだが、警察すら掴んでない少女の死体の情報をビニシオから聞く。スクープを狙う彼らは、その真偽を確かめビニシオの素性を探っていく内に、彼こそが“モンスター”ではないのかと疑いの目を向けていく。

## キャスト
- ジョン・レグイザモ　－　マノロ
- レオノール・ワトリング　－　マリサ
- ダミアン・アルガザール　－　ビニシオ
- ホゼ・マリア・ヤスピック　－　イバン
- カミロ・ルツリアーガ　－　ロハス警部
- アルフレッド・モリーナ

## 日本においてのこの映画に関する情報
- 公開日：2006年1月21日
- 配給：東北新社
- 後援：駐日エクアドル共和国大使館
- サントラCD販売：ビクターエンタテインメント
- 日本語字幕：松浦美奈